# 班金·钱德拉·查特吉
班金·钱德拉·查特吉（1838年6月26日或27日—1894年4月8日）印度小说家、诗人、散文家和记者，1882年孟加拉语小说《Anandamath》作者，该小说是现代孟加拉和印度文学的里程碑。他创作了印度国歌《Vande Mataram》歌词的开头两段，该作品以高度梵语化的孟加拉语创作，将孟加拉拟人化为母亲女神婆罗多母亲，并激励印度独立运动活动家。查特吉用孟加拉语写了十四本小说和许多严肃、严肃喜剧、讽刺、科学和批评论文。他在孟加拉语中被称为“文学皇帝”（ Sahitya Samrat）。
班金·钱德拉·查特吉出生于印度西孟加拉邦奈哈蒂附近农村。1858年在加尔各答获学士学位。1869年就任法官。早年即从事创作。1872年创办孟加拉语杂志《孟加拉之镜》，影响很大。是最早用孟加拉语写作的作家之一，被誉为孟加拉现代文学的先驱。泰戈尔曾说他“征服了我们孟加拉人的心灵。”主要著作有小说《将军的女儿》《格巴尔贡德拉》《毒树》《拉塔拉尼》等。所著《阿难陀寺院》，反映十八世纪印度北部山区人民的反殖民斗争，是印度文学史上第一部揭露英国殖民统治的历史小说。书中《礼拜母亲》一诗，广为流传，成为群众追悼爱国志士时的颂诗。1906年泰戈尔为它谱曲后成为1950年前的印度国歌。1891年退职后居加尔各答，写成文艺理论著作《作家的技巧》。1894年4月8日病故。